# Дом купцов Култашевых
Дом купцов Култашевых — одноэтажное деревянное здание в центральной части Колывани (Новосибирская область), построенное в 1910 году. Памятник архитектуры регионального значения.

## Описание
Здание расположено в центре Колывани близ Собора Святой Живоначальной Троицы.
Северный фасад выходит на красную линию Советской улицы. В плане дом представляет собой вытянутый прямоугольник.
Рубленное «в обло» деревянное здание покрыто четырёхскатной вальмовой крышей.
Главный северный фасад украшают два симметрично расположенных треугольных щипца, их внутренняя часть подшита по горизонтали рядами досок, в одной из них прорезанны треугольные слуховые отверстия (по одному в каждом щипце).
Декор карниза — два яруса подзора. Ряд вертикальных дощечек формируют фриз, окантованный снизу кружевной резьбой в виде растительного орнамента.
Наличники окон декорированы гармонично сочетающимися видами резьбы: накладной (плоской, токарной, объёмной) и сквозной пропильной. Лобовая доска наличников с узором в форме драпировки с кистями завершается карнизиком с валютообразным элементом, традиционным для Колывани, а её боковые стороны обрамлены «ушками». Узор вертикальной плоскости наличников — три сложные полубалясины с перехватами. На фартуке с криволинейней нижней гранью и луковичками-свесами размещена плоская накладная резьба.
В первоначальной планировке была коридорная схема с двумя выходами: главным (через западную пристройку) и южным (для выхода к дворовым сооружениям). Однако позднее планировка была адаптирована для проживания двух хозяев.
Первоначальная отделка помещений не сохранилась.
Габариты здания в плане — 13,0 × 25,6 м.